# الحزب الاشتراكي (فرنسا)
الحزب الاشتراكي (بالفرنسية: Parti socialiste)‏ هو حزب ديمقراطي اشتراكي سياسي في فرنسا. كان الحزب الاشتراكي لعقود أكبر حزب ليسار الوسط في فرنسا ويُعد أحد أكبر حزبين في الجمهورية الخامسة الفرنسية إلى جانب الجمهوريين. حل الحزب الاشتراكي محل القسم الفرنسي للأممية العمالية عام 1969 ويقوده حاليًا السكرتير الأول أوليفييه فاور. يُعد الحزب الاشتراكي عضوًا في حزب الاشتراكيين الأوروبيين وتحالف التقدميين والأممية الاشتراكية.
كسب الحزب الاشتراكي السلطة أول مرة عام 1981، عندما انتُخب مرشحه فرانسوا ميتراند رئيسًا لفرنسا في الانتخابات الرئاسية لعام 1981. في ظل حكم ميتراند، كسب الحزب أغلبية في السلطة في الجمعية الوطنية من 1981 حتى 1986 ومرةً أخرى من 1988 حتى 1993. خسر قائد الحزب ليونيل جوزبين فرصته لخلافة ميتراند كرئيس فس انتخابات الرئاسة لعام 1995 لصالح قائد التجمع من أجل الجمهورية جاك شيراك، لكنه أصبح رئيسًا للوزراء في حكومة مساكنة بعد الانتخابات التشريعية لعام 1997، وهو منصب احتفظ به جوزيف حتى عام 2002، حين خسر في الانتخابات الرئاسية لعام 2002 مرةً أخرى.
هُزمت سيجولين رويال، مرشح الحزب للانتخابات الرئاسية لعام 2007، هزم من قبل المرشح المحافظ لحزب المحافظين نيكولا ساركوزي. فاز الحزب الاشتراكي في معظم الانتخابات الإقليمية والمحلية وللمرة الأولى منذ أكثر من خمسين عامًا، سيطر على مجلس الشيوخ في انتخابات المجلس لعام 2011. في 6 مايو 2012، انتُخب فرانسوا هولاند، السكرتير الأول للحزب من 1997 إلى 2008، رئيسًا لفرنسا وفي الشهر التالي فاز الحزب بأغلبية في الانتخابات التشريعية لعام 2012. خلال فترة ولايته، حارب هولاند ارتفاع معدلات البطالة، وتصنيفات الرأي السيئة ومجموعة منشقة من النواب الاشتراكيين اليساريين المعروفين باسم المتمردين. في 1 ديسمبر 2016، رفض هولاند السعي لإعادة انتخابه ونظم الحزب الاشتراكي لاحقًا انتخابات رئاسية أولية. عُين بينوا هامون اليساري كمرشح اشتراكي بعد هزيمته لرئيس الوزراء السابق مانويل فالس. في مواجهة ظهور الوسطي إيمانويل ماكرون واليساري جان لوك ميلنشون، فشل هامون في إعادة تأسيس قيادة الحزب الاشتراكي على أساس يسار الوسط وأنهى الانتخابات الرئاسية لعام 2017 محتلًا المركز الخامس، وحصل على 6.36 بالمئة فقط من الأصوات. ثم خسر الحزب أغلبية نوابه في الانتخابات التشريعية لعام 2017، وحصل على 26 مقعدًا وأصبح رابع أكبر مجموعة في الجمعية الوطنية.
شكل الحزب الاشتراكي أيضًا العديد من الشخصيات التي لعبت دورًا على المستوى الدولي وكانوا من الحزب، بما في ذلك جاك ديلورز، الذي كان الرئيس الثامن للمفوضية الأوروبية من 1985 إلى 1994 وأول شخص يشغل هذا المنصب لثلاث فترات؛ ودومينيك شتراوس الذي كان المدير الإداري لصندوق النقد الدولي من 2007 إلى 2011؛ وباسكال لامي، الذي كان المدير العام لمنظمة التجارة العالمية في الفترة من 2005 إلى 2013. كان لدى الحزب 42300 عضو عام 2016، بانخفاض عن 60 ألف عضو في عام 2014 و173.486 عضو في عام 2012. حتى عام 2018، كان مقر الحزب في 10 شارع سولفيرينو، 75333 باريس الجادة السابعة.

## خلفية تاريخية

### الحركة الاشتراكية الفرنسية والفرع الفرنسي من أممية العمال
قللت هزيمة كومونة باريس 1871 إلى حد كبير من قوة وتأثير الحركات الاشتراكية في فرنسا. قُتل قادتها أو نفيوا. تأسس أول حزب اشتراكي في فرنسا، وهو اتحاد العمال الاشتراكيين الفرنسيين، عام 1879. وُصف هذا الحزب بأنه حزب الممكن لأنه روج للإصلاحات التدريجية. انفصل حزبان عنه: في عام 1882، حزب العمال الفرنسي بقيادة جول غوسيد وبول لافارج (صهر كارل ماركس)، ثم في عام 1890 حزب العمال الاشتراكي الثوري بقيادة جان أليمان. في الوقت نفسه، أنشأ ورثة لويس أوغست بلانكي، رمز التقليد الثوري الفرنسي، اللجنة الثورية المركزية بقيادة إدوارد فايلان. كان هناك أيضًا بعض النواب الاشتراكيين المعلنين مثل ألكسندر ميلراند وجان جاوريه الذين لا ينتمون إلى أي حزب.
في عام 1899، تسببت مشاركة ميلراند في حكومة بيير والديك-روسو في نقاش حول المشاركة الاشتراكية في حكومة برجوازية. بعد ثلاث سنوات، أسس جاوريه وأليمان والممكِّنون الحزب الاشتراكي الفرنسي الممكن، الذي دعم المشاركة في الحكومة، بينما شكل غويسد وفايلان الحزب الاشتراكي الفرنسي، الذي عارض مثل هذا التعاون. في عام 1905، خلال مؤتمر غلوب، اندمجت المجموعتان في القسم الفرنسي للأممية العمالية. كان غاوريه زعيم المجموعة البرلمانية ومدير صحيفة الحزب لو أومانيتيه، أكثر الشخصيات تأثيرًا.
كان الحزب مقيدًا بين الليبراليين من الطبقة الوسطى في الحزب الراديكالي والنقابيين الثوريين الذين هيمنوا على النقابات. علاوةً على ذلك، تمكنوا جزئيًا إلى هدفهم في حشد جميع الاشتراكيين في حزب واحد: رفض بعض المنتخبين الانضمام إلى القسم الفرنسي للأممية العمالية وأنشأوا الحزب الاشتراكي الجمهوري، الذي دعم المشاركة الاشتراكية في الحكومات الليبرالية. جنبًا إلى جنب مع الراديكاليين، الذين يرغبون في تثبيت العلمانية، كان القسم الفرنسي للأممية العمالية أحد مكونات الكتلة اليسرى دون المشاركة في الحكومة. في عام 1906، سعى الاتحاد العام لنقابات العمال إلى استقلاله عن جميع الأحزاب السياسية.
كان الاشتراكيون الفرنسيون مناهضين للحرب بشدة، ولكن بعد اغتيال جاوريه عام 1914، لم يتمكنوا من مقاومة موجة العسكرة التي أعقبت اندلاع الحرب العالمية الأولى. في عام 1919 هُزم الاشتراكيون المناهضون للحرب في الانتخابات شر هزيمة. في عام 1920، أثناء مؤتمر تور، انفصلت الأغلبية واليسار في الحزب وشكلوا القسم الفرنسي للأممية الشيوعية للانضمام إلى الأممية الثالثة التي أسسها فلاديمير لينين. احتفظ الجناح اليميني بقيادة ليون بلوم بالمقر القديم وبقوا في القسم الفرنسي للأممية العمالية.
في عام 1924 وعام 1932، انضم الاشتراكيون مع الراديكاليين في تحالف اليسار، لكنهم رفضوا الانضمام إلى الحكومات غير الاشتراكية بقيادة الراديكاليين إدوارد هيريوت وإدوارد دالادييه. فشلت هذه الحكومات لأن الاشتراكيين والراديكاليين لم يتمكنوا من الاتفاق على السياسة الاقتصادية، وكذلك لأن الشيوعيين، بعد السياسة التي وضعها الاتحاد السوفياتي، رفضوا دعم الحكومات التي ترأس الاقتصادات الرأسمالية. تسببت مسألة إمكانية مشاركة الحكومة مع الراديكاليين في انقسام المحافظين الجدد في بداية ثلاثينيات القرن العشرين. اندمجوا مع الحزب الجمهوري الاشتراكي في الاتحاد الجمهوري الاشتراكي.
في عام 1934، غيّر الشيوعيون خطهم، واتحدت الأحزاب اليسارية الأربعة معًا في الجبهة الشعبية، التي فازت بانتخابات عام 1936 وأتت بلوم إلى السلطة كأول رئيس وزراء من القسم الفرنسي للأممية العمالية في فرنسا. في الواقع، وللمرة الأولى في تاريخها، حصل القسم الفرنسي للأممية العمالية على أصوات ومقاعد أكثر من الحزب الراديكالي وشكل المحور المركزي للأغلبية البرلمانية اليسارية. ولكن في غضون عام، انهارت حكومته بسبب السياسة الاقتصادية وأيضًا بسبب قضية الحرب الأهلية الإسبانية. تسبب سقوط الجبهة الشعبية في انشقاق جديد عن القسم الفرنسي للأممية العمالية، مع انفصال الجناح الأيسر للحزب، بقيادة ماركو بيفير، لينضم إلى حزب العمال والفلاحين الاشتراكي. انهار اليسار الفاقد للأمل ولم يتمكن من مقاومة انهيار الجمهورية الفرنسية الثالثة بعد الهزيمة العسكرية عام 1940.
بعد تحرير فرنسا عام 1944، عاد القسم الفرنسي للأممية العمالية إلى الظهور في ائتلاف مع الحزب الشيوعي الفرنسي القوي، الذي أصبح أكبر حزب يساري، والحركة الجمهورية الديمقراطية الشعبية المسيحية. ثبت هذا التحالف العناصر الرئيسية لدولة الرفاهية الفرنسية والجمهورية الفرنسية الرابعة، لكنه لم ينجو من الحرب الباردة. في مايو 1947، طرد رئيس الوزراء الاشتراكي بول راماديير الوزراء الشيوعيين. اقترح بلوم بناء قوة ثالثة مع يسار الوسط ويمين الوسط، ضد الديغوليين والشيوعيين. ومع ذلك، هُزم مرشحه لقيادة القسم الفرنسي للأممية العمالية، دانيال ماير، من قبل غاي موليه.

## قادة الحزب
- ألن سافاري (1969-1971)
- فرانسوا ميتران (1971-1981)
- ليونيل جوسبان (1981-1988)
- بيير موروا (1988-1992)
- لوران فابيوس (1992-1993)
- ميشال روكار (1993-1994)
- هنري يممانويلي (1994-1995)
- ليونيل جوسبان (1995-1997)
- فرنسوا هولند (1997-2008)
- مارتين أوبري (2008 -)

## وصلات خارجية
- الموقع الرسمي